# Kuroi Senji
Kuroi Senji (黒井 千次) est le nom d'auteur d'Osabe Shunjirō (長部 瞬二郎), écrivain japonais de fiction et d'essais né le 28 mai 1932.
Kuroi fait partie des écrivains japonais de la « génération introspective » dont les œuvres reflètent les pensées des Japonais ordinaires. Il réside dans la banlieue ouest de Tokyo le long de la ligne Chūō, dans un quartier semblable à celui qu'il décrit dans son roman d'histoires liées, Gunsei (Vie dans le cul-de-Sac, 群棲), pour lequel il a remporté le prix Tanizaki en 1984.
En 2006, Kuroi est président de l'Association Japonaise d'Écrivains (Nihon Bungeika Kyōkai).